# ホームステイ ボクと僕の100日間
『ホームステイ ボクと僕の100日間』（タイ語:โฮมสเตย์, 英語: Homestay）は、2018年のタイ映画。ジャンルはドラマ・ファンタジー・スリラー。パークプム・ウォンプムにより脚本（共同）および監督された。監督は森絵都の小説で日本でも映画化（実写およびアニメ）された『カラフル』にインスパイアされており、この映画は同小説を原作としている。ある魂が自殺した男子学生の中に入ることで一時的に生まれ変わり、その男子学生が自殺した原因を探る、という大まかなストーリーは小説とだいたい同じ流れで描かれている。
映画制作はJor Kwang Films。配給はgdh559。出演者はティーラドン・スパパンピンヨー、チャープラン・アーリークン、ノパチャイ・チャイナームなど。2018年10月25日に封切り。日本では2019年10月5日に封切り。

## あらすじ
静かで真っ暗な夜。ある霊安室で、突然「あなたは受賞しました」その声が聞こえたのをきっかけに明るい光が差し込み、突然目を覚ました人がいた。その人は扉を開けて看護師に呼びかけ、それをきっかけに手術室に運ばれて蘇生措置を施された。体内に投入されていたホルマリンを解毒され、2日後、"彼"は完全に生き返って目を覚まし、自分が男の子の身体に入っていることに気がつく。 "彼"がわかるのは、自分が"ミン"(ティーラドン・スパパンピンヨー)という名で呼ばれていることだけであり、それは母親(Suquan Bulakul) が処置のあいだじゅう自分のことをそう呼んでいたからであった。
"彼"は生き返ったことに衝撃を受け、病院中を逃げ回る。めまいがする中ぶつかった人たちは皆何かを知っているようであった。「受賞とは何」「これは現実か」 2つの言葉が駆け巡る中、"彼"は窓から外に出るが足を滑らせて落ちてしまう。その時世界が不自然に歪み、上にあったゴンドラから大柄な男のガラス掃除人(Nopachai Chainam)が快適に、あたかもそこが普通の場所であるかのように口笛を吹きながら壁を歩いて近づいてきた。
そして彼はミンに全てを話し始めた。まず彼曰く、彼は"管理人"と呼ばれるものであり、唯一の仕事は目に見えたものを守ることであること。しかし2度めの自殺からは守れないこと。"彼"はその話が事実であることにショックを受けるが、管理人はゆっくり帰る暇は与えないまでもなんとか元の病室に戻れるだけの余裕は与える。しかしその後、管理人は今度は美しい看護師(Chermarn Boonyasak)の姿でやってくる。管理人は今度は詳しく話を始める。ミンの中に入ったことはいわば"ホームステイ"であること。だから中に入っていられるのは永遠ではなく、100日の期限があること。もしもっと長くミンの中で生きていたいと願うなら、それまでにある謎を解くこと。「ミンというその少年は、誰のせいで自殺したのか？」 もしその謎が解けないなら、"彼"は再び死ぬだけでなくその魂も生まれ変わり先を失って完全に死を迎えること。併せて命の残り時間を示す砂時計も渡される。"彼"はその奇妙な話を理解し、謎を解くことを決める。ミンが死ぬきっかけになったのは誰か。残り98日間のなかで、さらに"彼"はミンの中の正体が実際にはミンではないと他人に言うことも禁じられる。
まず手がかりを探したのは、ミン自身の自宅だった。そこはミンが毎日暮らしていた場所だったからである。しかし帰宅した時、家にある家族写真からミンの顔がわかるものはすべて失われていた。さらに兄メン (Natthasit Kotimanuswanich)はミンの帰宅に明らかに不満そうであった。帰宅後、"彼"はミンの死の原因となったものを探し出そうとするが、すべてのものが失われていた。それは、ミンが死ぬ前に、自分の部屋にあるものを含め、自分に関わりのあるものすべてを捨ててしまったからである。 "彼"が出来ることは、皆からの話を聞いて、そこから類推することだけとなり、それがこの狂ったゲームに勝利する唯一の方法となった。"彼"は復学し、ミンの一番の親友であったリー(Saruda Kiatwarawut)に再会する。リーはミンが長期欠席し、前期試験を受けなかった理由を聞くが、"彼"は事前に打ち合わせてあった、長期入院で欠席したこと、試験は再試が受けられることを説明する。そこに学校の応援部から人文字を使った応援方針に関する緊急ミーティングの招集が来る。"彼"はミンが社会を嫌うように描いたものから、ミンがうつ病のような状態であったことを知る。ミンの絵に描かれていたのは身体や人生を壊すようなデザインのものばかりだったのだ。応援部はミンに人文字デザインをする最後のチャンスを与える。しかし、創造性があって人を元気づけるもの、という条件付きであった。 その日の夕方、"彼"はピアメンターからの苦情の手紙を受け取る。 向かった先にいたのは、パーイ(チャープラン・アーリークン)というかわいい、さらに勉強もできそうな女の子であった。"彼"は一目惚れし、パーイに、先輩後輩の仲を越えた関係になろうと告白する。"彼"は受賞を楽しもうとし、パーイをがっかりさせないようにしようともする。 "彼"は新しい自分になろうとし、髪を切るなどおしゃれして明るい雰囲気になり、パーイとより親密になって新しい人生を過ごす。
時が過ぎて残り70日を切ったとき、"管理人"が今度は医学教授(タネート・ワラークンヌクロ )の姿をして現れ、追加の条件を告げる。今回の受賞は大きなものであるから、何度も回答が出来るものではないこと、もし正しい答えを告げられたら、命の砂時計は落ちるのを停めるが、間違った答えを言えば身体が抵抗し、100日後確実に死に至ると。それを聞き、"彼"はミンが自殺する原因となった人を本気で探すことにする。そしてまず、応援部の調査を始めた。
部にあるミンのロッカーをこじ開けて中を確かめていたところにリーが出くわし、中に入っていたものは以前ミンが出してリーのところに入れたと教える。その中にはミンのPCがあったので、リーは10月23日にミンの家に行って、メンという人に手渡したとも話した。"彼"は突然、家に帰った次の日のことを思い出す。その時のメンは、翌日友達のところに行くと言った時にグレーのPCを抱えていた。"彼"はメンの住む寮に押し入り、PCを取り戻そうとする。そこにあったPCすべての電源を入れ、デスクトップに1つだけファイルが残されているミンのPCを見つける。そのファイルを開けて1行目を読んですぐ、それがミンの遺書だとわかる。しかしすべてを読む間もなく、メンがその場に戻ってきて、そのPCを使ってはならないといい、PCを窓から投げ捨てる。"彼"はPCを拾おうと階下に向かう。そこでは"管理人"が老婆(Suda Chuenban)の姿をして、PCが落ちないよう時間を止めていたが、このやり方で理由を知るのはインチキがすぎるとも言い、受賞資格がなくなるからと、"管理人"はPCを壊してしまう。 しかし"彼"は諦めず、PCを修復し、ミンの遺書を再び読めるようにする。
ミンは自殺を決意していた。そしてそのための方法を最初から最後まで計画していた。遺書によると、ミンの家族はミンが知っている限り最悪の家族であった。父(Roj Kwantham) は以前は大学教授であり安定した地位にあったが、 欲をかいてビジネスを始めるため、大学の職を辞してビタミンサプリメントのセールスを始めた。しかし売上は思うように上がらず、家の品を1つ、2つと売り飛ばしていた。メンは、弟が生まれてから自分がこの家に生まれたことを後悔するようになっていた。自分への視線が妬みのものになっていたからだ。そのうえ、ミンがいるせいで自分は家族からドイツへの留学が許されないと思っており、唯一の彼女とも別れていた。メンはミンが死んでくれればいいのに、生きていく障害がなくなるのに、と思っていたのだ。 一家の中でミンが一番頼っていたのは母だった。しかし、ミンを一番裏切っていたのもまたミンの母親であった。ミンが自分の住んでいるラヨーンに来ないほうがいいと思っていたのだ。そしてパーイ。パーイのことでミンは自分がどうすればいいか悩んでいた。ミンはパーイを殺すべきだが、殺せなければ、自分はどうすべきなのかとも...
ミンが書いた遺書を最後まで読み終わると、"彼"は周りの人々の気持ちをはっきりさせに出た。まず、自分に最も近くにいたパーイ。パーイのところに行くと、彼は教師がいつも科学オリンピック教室で、パーイのことを性のはけ口に使っているという事実を知る。"彼"は耐えられず、その教師を殴りつけ、パーイをその部屋から連れ出す。しかし、パーイは科学オリンピックで賞を取る夢から離れられないためあんな教師からすら離れられないと話し、"彼"はパーイのことを非常に怒る。そして、自分は死ぬのは怖くない、皆が死ぬべきだと言うのはパーイだからだという。その夜、ミンは科学オリンピック教室で教師を殴ったかどで呼び出された父親に連れられて仮釈放される。ミンの父親はミンがキレやすい性格なことを怒る。"彼"は逆ギレし、父親をなじり、全てから逃げ出して突然ラヨーンに向かう。 ラヨーンに着いた時、"彼"は母親に新しい恋人がいることを知る。そしてその相手には娘がいることもわかる。"彼"は失望しつつ尾行していき、その姿を母親がみつける。彼は失意のうちにバンコクに戻る。"彼"が一言も発せず、長い間橋の上で佇んでいると、少女(Natthaya Ongsritragul)の姿をした"管理人"が現れる。この時に"彼"はミンを殺したのは周りのみんなだ、と話す。言った瞬間、"彼"は命の砂時計を取り出して見るが、時計は止まっていなかった。"管理人"は、間違った答えを言ったけれどもちょっと遅かったから、残り3日間を楽しく過ごすよう願っている、と言って去る。
残りの3日間、"彼"は怒って過ごす。 すべてのものをひっくり返し、描いたものをめちゃくちゃにする。心配して訪ねてきたリーには暴言を吐いた。"彼"と父が外食しようとでかけた先にちょうどラヨーンから帰ってきた母も同席した。母親は真実を話し、それでも家に帰ってきたいと告白しようと思っていたのだ。母親はラヨーンの家は離れた、バンコクに戻ってくるから、一緒に暮らそうと"彼"に頼む。"彼"と母親が話していた車に、大型トラックが衝突する。"彼"は軽症だったが、 母親は重症で、道の真ん中に投げ出された。 病院に運ばれた"彼"は、病室を抜け出して母の様子を見に行く。そこにいたメンが真実を話しはじめる。母親はミンを愛していたこと。母がやっていたことはすべてミンのためであったこと。しかしそれが自分の海外留学しない理由ではないことも。メンは自分で海外留学しない、できないと決めたのだ。それはミンのことを考えて決めたのだと。"彼"は後悔し始める。そして"ホームステイ"の人生が終わるまでに、これらをすべて修復したいと考える。
"彼"はパーイに、科学オリンピック教室の先生とのことを校長に告白すべきと言う。 破っていた絵を修復して完成させ、科学オリンピックでの成功を祈ってパーイにプレゼントする。すべてを終わらせた最後の日、応援部の人文字リハーサルを見に出かける。次々出てくる完成された人文字を見ていると、リーは、次に出てくる人文字はミンが作ったものだという。"彼"は出てきた人文字を見て驚く。それは彼が完成させてパーイに渡したものだったからだ。しかし全く同じものではなかった。光が出てくるのはなにか暗いものからだったのだ。その瞬間、"彼"はすべての出来事を思い出した。その時時計が最後の瞬間を数えだす。身体が重くなり倒れ込んだ先にはミンの部屋のような光景が広がっていた。その時"彼"が会った"管理人"の姿は、元のミンと同じ姿をしていた。"彼"は"管理人"に、罰を受ける準備はできている、と話す。なぜなら、最後の最後に理解したのだと、ミンはミン自身のせいで死んだのだと、そして、"彼"こと自分は、...ミン ... なのだと想いだしたのだと。 魂が元の身体に戻り、命の砂時計が止まった。"管理人"は喜んで話す。ミンはゲームに勝った。そしてその賞として、本当に人生が終わるまで残りの人生を過ごすことができると。
ミンは物語の最後の瞬間に生き返った。これからのミンの暮らしは"ホームステイ"ではなく、天が与えた大きな賞である、かりそめながらも幸せな人生なのだ。彼はこれからの人生を、彼の愛する人たちと暮らすことになる。

## 登場人物と俳優

### 主な役者と配役
- ティーラドン・スパパンピンヨー (ミン) 高校生の男の子。実はさまよっていた魂が入り込んで生き返っており、なんとか入った身体に順応して生活しようとしている。魂の生前の記憶はない。
- チャープラン・アーリークン  (パイ) ミンのピアメンター。地方出身の奨学生で、バンコクに上京して勉強している。追試のためにミンにプリントを渡す。ミンが生きていてほしいと願う人の1人だが、ミンの自殺に重大な影響を与えている。
- スークワン・ブンラクン (ミンの母親) ミンの母親でありミンを愛している。しかし、ミンに対するある態度が変わったことでミンの死に影響を与える。
- Natthasit Kotimanuswanich (メン) ミンの兄であり、家族の問題の原因であるように見える。頭は良さそうだが、ミンが生き返ったことをがっかりしているようにみえる。
- Roj Kwantham (ミンの父親)元大学教授で今はサプリメント食品のセールスマンをしている。仕事がうまくいっておらず、家庭をないがしろにしている。
- サルダー・ギアットワラウット (リー) 高校生の女の子で、ミンのクラスメートであり同じ部活動をしている親友。
- "管理人"[注釈 2] 魂を一時的に天国から招く役割を持った者。他の人に乗り移る能力をもっており、映画では以下のような様々な俳優が演じている。
  - ノパチャイ・チャイナーム 窓掃除人の姿をした管理人
  - チャーマーン・ブンヤサック 看護師の姿をした管理人
  - タネート・ワラークンヌクロ 精神医学者の姿をした管理人
  - スダー・チューンバーン 寮にいた老婆の姿をした管理人
  - Natthaya Ongsritragul 赤い傘を持った子供の管理人
  - ティーラドン・スパパンピンヨー ミン自身の姿をした管理人

### 他のキャラクター
- Atom Samphanthaphap (パット先生) パーイの属する、科学オリンピック教室の担任
- Tatchapol Thitiapichai (บรรจง พูนพิริยะ) 応援部で赤い腕章をした先輩。
- Siwat Jumlongkul 応援部で青い腕章をした先輩
- Kamonthida Rotthawinithi 女子生徒

## 制作作業
もともとは、この映画は小説「カラフル」の映画化としてGTHにより企画されていた。当初の企画では、ヨンユット・トーンゴーントゥンが監督として、Nitis Napichayasutinが脚本として計画されていた。しかし、この企画は最終的に無期限休止となった。 理由は著作権処理の遅れであった 。会社内での争いもあって、GTHは2015年に解散した。
その後、2016年、後継会社のgdh559が発足した。会社はFAN DAYを始めとする2本の映画制作を発表した。そしてこの映画は同年5月にクランクインし、12月に公開されると予定されていた。しかし会社はラーマ9世の音楽の才能を活かした作品を望み、制作スケジュールを変更してA Giftを公開した。結果この映画は再び無期限休止となり、スタッフは脚本の改良を重ねることになった。2017年、映画制作は正式にスタートした。

### 脚本
脚本を書くにあたり Thodsapon  Jirassaya そしてอภิโชคは会社が著作権を得てから共同で執筆してきた。1年の後にパークプムとEakasitが脚本に参加した。脚本が完成したのはそれから1年7ヶ月後のことであった。

### 撮影
撮影は2018年の1月から3月にかけて行われた。 撮影はNaruphol Chokanapitakであった。オープニングシーンの撮影のためにスタジオにはセットが作られ、撮影には22時間を要した。

### 編集
編集はアームことChonlasit Upanigkitが、バッド・ジーニアス 危険な天才たちの編集の次に行った。編集には6ヶ月を要した。さらに、グリーンバック関連の処理には、Yggdrazill社の協力を得た。同社はゲームHome Sweet Homeを制作した会社で、CGと特殊効果を映画に与えた。

### サウンドトラック
作曲はポーことChatchai Pongprapaphanが率いるチームが行った。ジョークワンフィルムでの作曲はThe Swimmers以来4年ぶりのことである。加えてChatchaiはこの10月に2本のサウンドトラック担当となっており、もう1つの映画はนาคี 2である。

## PR
2018年5月7日、gdhはFacebook上のライブ配信を開始した。また、バッド・ジーニアス 危険な天才たちの無料オンライン配信でも、配信前にハッキングされた体の謎に満ちたビデオクリップを流した。これらクリップは	K1189B54Nという謎のメッセージで終わっていた。フォトクリップも、主要配役が発表される前にオンラインで配信された 。しかしそれ以上の内容は発表されなかった。
その後、gdhは再びFacebookでライブ配信を行った。内容は2018年10月25日に映画は公開されること、先立つ9月19日に正式タイトルが公式発表されること 、さらに主演俳優と役名、追加してParkpoomが一部監督したオムニバス映画"คีตราชนิพนธ์ บทเพลงในดวงใจราษฎร์"に主演したことがあるNopachai Jayanamaが出演することも発表された。
その後、映画のストーリーが公開された。追加でポスターが様々なソーシャルメディアに公開された。さらに一つのイベントが作成されたが、それは"管理人"がページをコントロールするというものであった。 3つのページがあり、”パンダラボの医師" Drama-addict そしてCherprang の公式ページであった 。最終バージョンのポスターが出るとともに、バッド・ジーニアス 危険な天才たちの上映前に予告編が流された。メイキングはしばらくの間ソーシャルメディアで共有された。 公開に先立ち、2018年10月1日にCentral WorldのEden 1ホールで試写会が行われた。
オンラインでのPRに加えて、GDHはサワディー・タウィースック社と組んで特別番組 "HOMESTAY SPECIAL เจาะเบื้องหลังความมหัศจรรย์"を制作した。映画での名場面と撮影の裏側を描いたもので、映画の宣伝のために10月27日12時30分からチャンネルONEで放送された。

## 出予測および収益
マスメディア向けの上映会がパラゴンシネプレックスで2018年10月24日に行われ、サイアム・パラゴンでの一般上映は10月25日から始まった。バンコク、バンコク近郊、およびチェンマイでの公開初頭の成績は8.88百万バーツで、これは2018年中頃公開のBrother of The Year よりも低い成績となった。週末(公開後4日間)の成績は37.49百万バーツ、公開後1週間の成績は48.66百万バーツとなった。
2018年11月1日、gdhは声明 HOMESTAY [เมื่อคนดูหนัง...ให้รางวัลผม] をリリースし、映画を応援してくれた人への感謝を示すと共に、成績が近日中に100万バーツに達すると発表した。